# Ladbergen
Ladbergen est une commune de Rhénanie-du-Nord-Westphalie (Allemagne), située dans l'arrondissement de Steinfurt, dans le district de Münster, dans le Landschaftsverband de Westphalie-Lippe.

## Personnalités
- Neil Armstrong le premier homme à avoir marché sur la lune. Ses grands-parents maternels viennent de la commune.[réf. nécessaire]